# Hemingford, Nebraska
Hemingford är en ort i Box Butte County i delstaten Nebraska, USA.